# Dart (język programowania)
Dart – obiektowy język programowania ogólnego przeznaczenia, implementowany m.in. we frameworku Flutter. Został stworzony przez firmę Google i udostępniony w 2011 roku.

## Historia
Dart został zaprezentowany na konferencji GOTO w Aarhus w Danii w październiku 2011 roku. Projekt został założony przez programistów JavaScript: Larsa Baka oraz Kaspera Lunda. Wersja 1.0 została wydana 14 listopada 2013 roku.
W sierpniu 2018 roku wydano Dart 2.0 ze zmianami językowymi. Skupiono się również na rozwoju wsparcia dla frameworków dla aplikacji internetowych i mobilnych oraz udostępnianiu niektórych narzędzi i komponentów, które obsługują korzystanie z Darta.
Początkowo Google planowało dodanie wsparcia dla Darta do przeglądarki Chromium, jednak zrezygnowano z tego planu w 2015 roku.

## Użycie

### Kompilacja do JavaScriptu
Dart wspiera kompilację do JavaScriptu, co pozwala na tworzenie stron WWW w tym języku. Kompilacji można dokonać poleceniem pub build (pub to menadżer pakietów Darta).

### Samodzielne użycie
Kod Darta może być uruchamiany także bezpośrednio z użyciem Dart VM.